# Niederländische Euromünzen
Die niederländischen Euromünzen sind die in den Niederlanden in Umlauf gebrachten Euromünzen der gemeinsamen europäischen Währung Euro. Am 1. Januar 1999 traten die Niederlande der Eurozone bei, womit die Einführung des Euros als zukünftiges Zahlungsmittel beschlossen wurde.

## Umlaufmünzen

### Erste Prägeserie (1999–2013)
Alle Münzen werden in der niederländischen Münzprägestätte „Koninklijke Nederlandse Munt“ in Utrecht geprägt. Die niederländischen Euromünzen haben zwei verschiedene Motive, die beide das Porträt von Königin Beatrix der Niederlande zeigen und von Bruno Ninaber van Eyben entworfen wurden. Alle Münzen zeigen die zwölf Sterne der EU, das Prägejahr und die Inschrift BEATRIX KONINGIN DER NEDERLANDEN. Anders als bei den meisten anderen Euroländern tragen die Münzen das tatsächliche Prägejahr. Des Weiteren tragen alle Münzen das Zeichen der niederländischen Münzprägestätte, den Hermesstab, und das des amtierenden Münzmeisters.
- Pfeil und Bogen[3] – Münzmeister Chris van Draanen (1988–1999)
- Pfeil und Bogen mit Stern[4] – Vakanz unter Erik J. van Schouwenburg (2000)
- Fruchttragende Weinranke[5] – Münzmeister Robert Bruens (2001)
- Fruchttragende Weinranke mit Stern[6] – Vakanz unter Maarten Brouwer (2001–2002)
- Segel des Dreimastklippers „Nederland“[7] – Münzmeister Maarten T. Brouwer (seit 2003)

Bei den Centmünzen sind diese rechts und links neben dem Prägejahr zu sehen. Auf den 1- und 2-Euro-Münzen befindet sich das Zeichen der Münzprägestätte unter den Worten KONINGIN DER und das des Münzmeisters unter NEDERLANDEN.
Seit 2007 werden alle Kursmünzen mit der neu gestalteten Vorderseite geprägt. Die nationalen Rückseiten der ersten Serie entsprechen nicht vollständig den Gestaltungsrichtlinien der Europäischen Kommission von 2008. Unter anderem sollen auf der nationalen Seite die europäischen Sterne wie auf der europäischen Flagge angeordnet sein – also insbesondere gleichmäßig im Kreis verteilt sein. Dies ist bei den Münzen mit dem Abbild Königin Beatrix’ nicht erfüllt.
| 0,01 €              | 0,02 €              | 0,05 €                                |
| ------------------- | ------------------- | ------------------------------------- |
| 1 Cent Niederlande  | 2 Cent Niederlande  | 5 Cent Niederlande                    |
| Königin Beatrix     |                     |                                       |
| 0,10 €              | 0,20 €              | 0,50 €                                |
| 10 Cent Niederlande | 20 Cent Niederlande | 50 Cent Niederlande                   |
| Königin Beatrix     |                     |                                       |
| 1,00 €              | 2,00 €              | Rand der 2-€-Münze                    |
| 1 Euro Niederlande  | 2 Euro Niederlande  |                                       |
| Königin Beatrix     | Königin Beatrix     | „Gott sei mit uns“ auf Niederländisch |

Gemäß den Erhebungen der niederländischen Website Eurodiffusie.nl lag der Anteil der Euromünzen mit niederländischer Rückseite in den Niederlanden im Jahr 2009 noch bei etwa 30 %. Zugleich stammten etwa 25 % der Münzen aus dem sehr viel größeren und damit auch mit einem entsprechend umfangreicheren Münzkontingent ausgestatteten Nachbarland Deutschland. Der Anteil belgischer Euromünzen lag bei etwa 15 %.

#### 1- und 2-Cent-Münzen
Die 1- und 2-Cent-Münzen werden in den Niederlanden so gut wie nicht verwendet, da bei Barzahlung durchwegs auf 5 Cent auf- oder abgerundet wird. Dies war schon zu Zeiten des Guldens der Fall, als die 1-Cent-Münze 1980 offiziell abgeschafft wurde. Diese Münzen werden im allgemeinen Handelsverkehr überhaupt nicht mehr angenommen, bleiben aber weiter gültig und sind in einigen anderen EURO-Mitgliedsländern (z. B. Deutschland und Frankreich) auch weiterhin akzeptiert.

### Zweite Prägeserie (ab 2014)
Seit der Abdankung Königin Beatrix’ am 30. April 2013 ist Willem-Alexander König der Niederlande. Damit verbunden ist die Neugestaltung der niederländischen Euromünzen und somit auch die Umsetzung der geltenden Gestaltungsrichtlinien.
Die Blickrichtung des Regierenden auf den Münzabbildungen, nach rechts oder links, pflegt bei jedem niederländischen Thronwechsel zu alternieren. Das Profil König Willem-Alexanders gestaltete Erwin Olaf.
| 0,01 €                 | 0,02 €                 | 0,05 €                                |
| ---------------------- | ---------------------- | ------------------------------------- |
| 1 Cent Niederlande     | 2 Cent Niederlande     | 5 Cent Niederlande                    |
| König Willem-Alexander |                        |                                       |
| 0,10 €                 | 0,20 €                 | 0,50 €                                |
| 10 Cent Niederlande    | 20 Cent Niederlande    | 50 Cent Niederlande                   |
| König Willem-Alexander |                        |                                       |
| 1,00 €                 | 2,00 €                 | Rand der 2-€-Münze                    |
| 1 Euro Niederlande     | 2 Euro Niederlande     |                                       |
| König Willem-Alexander | König Willem-Alexander | „Gott sei mit uns“ auf Niederländisch |

### Auflagen
| Jahr / Wert | €0.01       | €0.02       | €0.05       | €0.10       | €0.20      | €0.50      | €1.00      | €2.00       |
| ----------- | ----------- | ----------- | ----------- | ----------- | ---------- | ---------- | ---------- | ----------- |
| 1999        | 47.800.000  | 109.000.000 | 213.000.000 | 149.700.000 | 86.500.000 | 99.600.000 | 63.500.000 | 9.900.000   |
| 2000        | 276.800.000 | 122.000.000 | 184.200.000 | 156.700.000 | 67.500.000 | 87.000.000 | 62.800.000 | 24.400.000  |
| 2001        | 179.300.000 | 145.800.000 | 205.900.000 | 193.500.000 | 97.600.000 | 94.500.000 | 67.900.000 | 140.500.000 |
| 2002        | 800.000     | 53.100.000  | 900.000     | 800.000     | 51.200.000 | 80.900.000 | 20.100.000 | 37.200.000  |
| 2003        | 58.100.000  | 151.200.000 | 1.400.000   | 1.200.000   | 58.200.000 | 1.200.000  | 1.400.000  | 1.200.000   |
| 2004        | 113.900.000 | 115.700.000 | 400.000     | 400.000     | 20.500.000 | 300.000    | 300.000    | 300.000     |
| 2005        | 400.000     | 400.000     | 80.400.000  | 300.000     | 300.000    | 300.000    | 200.000    | 200.000     |
| 2006        | 200.000     | 200.000     | 60.100.000  | 100.000     | 100.000    | 100.000    | 100.000    | 100.000     |
| 2007        | 200.000     | 200.000     | 78.600.000  | 200.000     | 200.000    | 200.000    | 100.000    | 100.000     |
| 2008        | 413.000     | 413.000     | 50.413,000  | 363.000     | 363.000    | 363.000    | 288.000    | 288.000     |
| 2009        | 254.000     | 249.000     | 40.299.000  | 209.000     | 209.000    | 209.000    | 149.000    | 149.000     |
| 2010        | 235.000     | 235.000     | 40.100.000  | 202.000     | 202.000    | 202.000    | 166.000    | 166.000     |
| 2011        | 300.000     | 300.000     | 20.300.000  | 200.000     | 200.000    | 200.000    | 200.000    | 3.900.000   |
| 2012        | 400.000     | 200.000     | 10.500.000  | 200.000     | 100.000    | 200.000    | 200.000    | 3.700.000   |

## 2-Euro-Gedenkmünzen
| Nr. | Bild | Ausgabedatum Bildreferenz | Anlass                                                                                      | Amtsblatt Referenz | Auflage    |
| --- | ---- | ------------------------- | ------------------------------------------------------------------------------------------- | ------------------ | ---------- |
| 1   |      | 26. März 2007             | 50. Jahrestag der Unterzeichnung des Vertrags von Rom Euro-13-Gemeinschaftsausgabe          | [ 12 ] [ 13 ]      | 06.355.500 |
| 2   |      | 7. Januar 2009            | Zehnjähriges Bestehen der Wirtschafts- und Währungsunion (WWU) Euro-16-Gemeinschaftsausgabe | [ 15 ] [ 16 ]      | 05.313.500 |
| 3   |      | 24. Januar 2011           | 500 Jahre Laus Stultitiae von Erasmus von Rotterdam                                         | [ 18 ] [ 19 ]      | 04.000.000 |
| 4   |      | 13. Februar 2012          | 10. Jahrestag der Einführung des Euro-Bargelds Euro-17-Gemeinschaftsausgabe                 | [ 21 ] [ 22 ]      | 03.500.000 |
| 5   |      | 7. Februar 2013           | Ankündigung des Thronwechsels von Königin Beatrix auf Kronprinz Willem-Alexander            | [ 24 ] [ 25 ]      | 20.000.000 |
| 6   |      | 25. November 2013         | 200 Jahre Königreich der Niederlande                                                        | [ 27 ] [ 28 ]      | 03.538.000 |
| 7   |      | 22. Mai 2014              | Offizielle Abschiedsfeier zu Ehren der früheren Königin Beatrix                             | [ 30 ] [ 31 ]      | 05.291.000 |
| 8   |      | 13. Oktober 2015          | Dreißigjähriges Bestehen der EU-Flagge Euro-19-Gemeinschaftsausgabe                         | [ 33 ] [ 34 ]      | 01.000.000 |
| 9   |      | 1. Juli 2022              | 35 Jahre Erasmus-Programm Euro-19-Gemeinschaftsausgabe                                      | [ 36 ] [ 37 ]      | 00.577.500 |

## Sammlermünzen
Es folgt eine Auflistung aller Sammlermünzen der Niederlande bis 2021. Die Auflagenzahlen in den diversen Quellen variieren leider hie und da, sodass sie eher als Richtwerte gelten sollten.

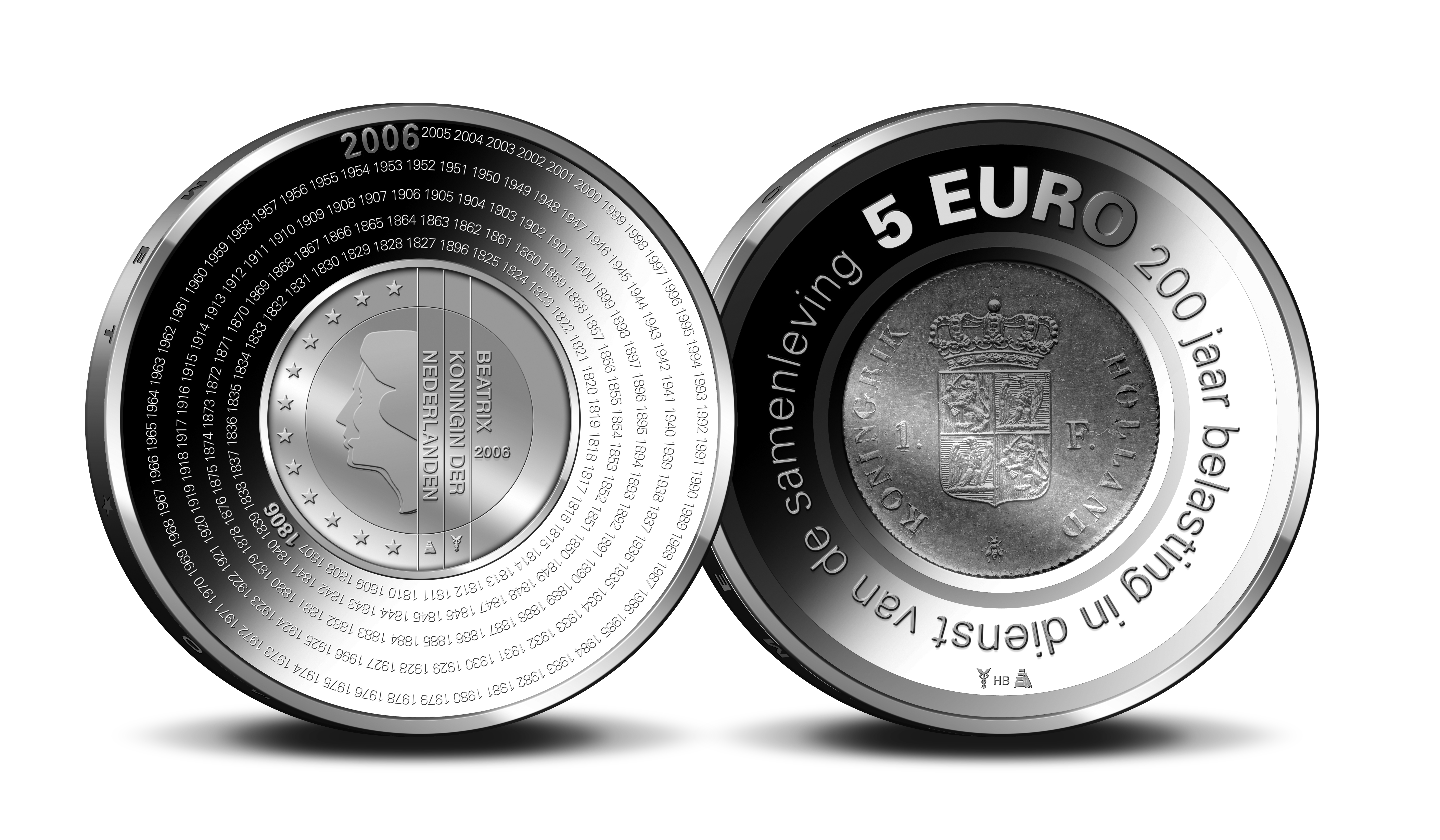
Beide Seiten der silbernen 5-Euro-Münze 200 Jahre Finanzbehörde aus dem Jahr 2006

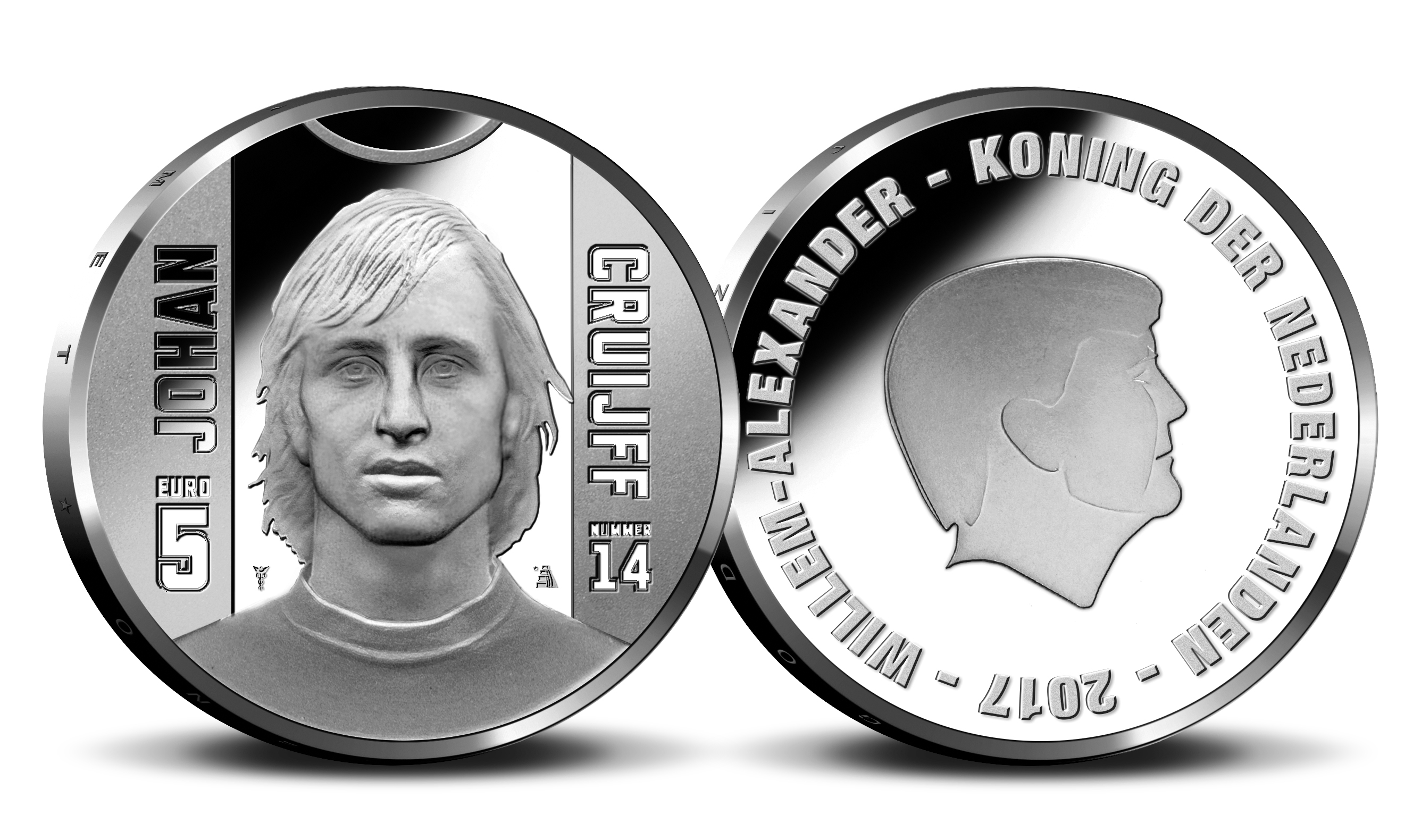
Beide Seiten der silbernen 5-Euro-Münze Johan Cruyff aus dem Jahr 2017, als Teil der Reihe der niederländischen Sportikonen

- 5 Euro, Material: Kupfer mit dünner Silberschicht – Durchmesser: 29 mm – Masse: 10,5 g
- 5 Euro, Material: 925er Silber – Durchmesser: 29 mm – Masse: 11,1 g – bis 2007
- 5 Euro, Material: 925er Silber – Durchmesser: 33 mm – Masse: 15,5 g – ab 2008
- 10 Euro, Material: Kupfernickel mit dünner Silberschicht – Durchmesser: 33 mm – Masse: 15,5 g (nur bei Willem-Alexander-Münzen aus den Jahren 2013 und 2017)
- 10 Euro, Material: 925er Silber – Durchmesser: 33 mm – Masse: 17,8 g
- 10 Euro, Material: 925er Silber – Durchmesser: 38 mm – Masse: 25 g (nur bei Krönung 2013)
- 10 Euro, Material: 900er Gold – Durchmesser: 22,5 mm – Masse: 6,72 g
- 20 Euro, Material: 900er Gold – Durchmesser: 25 mm – Masse: 8,5 g
- 50 Euro, Material: 900er Gold – Durchmesser: 27 mm – Masse: 13,44 g

| Thema                                                           | Ausgabedatum       | Nennwert | Material     | Auflage   | Auflage |
| Thema                                                           | Ausgabedatum       | Nennwert | Material     | st        | sp      |
| --------------------------------------------------------------- | ------------------ | -------- | ------------ | --------- | ------- |
| Hochzeit von Kronprinz Willem-Alexander und Máxima              | 4. Februar 2002    | 10 Euro  | Silber       | 1.000.000 | 080.000 |
| Hochzeit von Kronprinz Willem-Alexander und Máxima              | 4. Februar 2002    | 10 Euro  | Gold         | –         | 033.000 |
| 150. Geburtstag Vincent van Gogh                                | 31. März 2003      | 05 Euro  | Silber       | 1.000.000 | 100.000 |
| 150. Geburtstag Vincent van Gogh                                | 31. März 2003      | 10 Euro  | Gold         | –         | 020.000 |
| Geburt von Prinzessin Catharina-Amalia                          | 23. Februar 2004   | 10 Euro  | Silber       | 1.000.000 | 050.000 |
| Geburt von Prinzessin Catharina-Amalia                          | 23. Februar 2004   | 20 Euro  | Gold         | –         | 007.000 |
| Geburt von Prinzessin Catharina-Amalia                          | 23. Februar 2004   | 50 Euro  | Gold         | –         | 003.500 |
| Erweiterung der Europäischen Union                              | 2. Juli 2004       | 05 Euro  | Silber       | 0.600.000 | 055.000 |
| Erweiterung der Europäischen Union                              | 2. Juli 2004       | 10 Euro  | Gold         | –         | 006.000 |
| 50 Jahre Statut des Königreichs der Niederlande                 | 15. Dezember 2004  | 05 Euro  | Silber       | 0.600.000 | 030.000 |
| 50 Jahre Statut des Königreichs der Niederlande                 | 15. Dezember 2004  | 10 Euro  | Gold         | –         | 005.000 |
| 25. Jahrestag der Thronbesteigung von Königin Beatrix           | 29. April 2005     | 10 Euro  | Silber       | 1.000.000 | 059.754 |
| 25. Jahrestag der Thronbesteigung von Königin Beatrix           | 29. April 2005     | 20 Euro  | Gold         | –         | 005.001 |
| 25. Jahrestag der Thronbesteigung von Königin Beatrix           | 29. April 2005     | 50 Euro  | Gold         | –         | 003.500 |
| 60. Jahrestag des Endes des Zweiten Weltkriegs                  | 16. August 2005    | 05 Euro  | Silber       | 1.000.000 | 040.000 |
| 60. Jahrestag des Endes des Zweiten Weltkriegs                  | 16. August 2005    | 10 Euro  | Gold         | –         | 006.000 |
| 400. Jahrestag der Entdeckung Australiens                       | 28. März 2006      | 05 Euro  | Silber       | 0.500.000 | 022.500 |
| 400. Jahrestag der Entdeckung Australiens                       | 28. März 2006      | 10 Euro  | Gold         | –         | 003.500 |
| 400. Geburtstag von Rembrandt                                   | 17. Juli 2006      | 05 Euro  | Silber       | 0.655.000 | 035.000 |
| 400. Geburtstag von Rembrandt                                   | 17. Juli 2006      | 10 Euro  | Gold         | –         | 008.500 |
| 200 Jahre Finanzbehörde                                         | 15. November 2006  | 05 Euro  | Silber       | 0.320.000 | 015.000 |
| 200 Jahre Finanzbehörde                                         | 15. November 2006  | 10 Euro  | Gold         | –         | 005.500 |
| 400. Geburtstag von Michiel de Ruyter                           | 23. März 2007      | 05 Euro  | Silber       | 0.520.000 | 017.400 |
| 400. Geburtstag von Michiel de Ruyter                           | 23. März 2007      | 10 Euro  | Gold         | –         | 007.000 |
| Architektur in den Niederlanden                                 | 29. Oktober 2008   | 05 Euro  | Kupfer       | 0.350.000 | –       |
| Architektur in den Niederlanden                                 | 29. Oktober 2008   | 05 Euro  | Silber       | –         | 025.000 |
| Architektur in den Niederlanden                                 | 29. Oktober 2008   | 10 Euro  | Gold         | –         | 008.000 |
| 400. Jahrestag Henry Hudson in Manhattan                        | April 2009         | 05 Euro  | Kupfer       | 0.350.000 | –       |
| 400. Jahrestag Henry Hudson in Manhattan                        | April 2009         | 05 Euro  | Silber       | –         | 020.000 |
| 400. Jahrestag Henry Hudson in Manhattan                        | April 2009         | 10 Euro  | Gold         | –         | 006.500 |
| Handelsbeziehungen zu Japan                                     | 24. August 2009    | 05 Euro  | Kupfer       | 0.350.000 | –       |
| Handelsbeziehungen zu Japan                                     | 24. August 2009    | 05 Euro  | Silber       | –         | 045.000 |
| Handelsbeziehungen zu Japan                                     | 24. August 2009    | 10 Euro  | Gold         | –         | 009.000 |
| 150 Jahre Max Havelaar                                          | 17. Mai 2010       | 05 Euro  | Kupfer       | 0.350.000 | –       |
| 150 Jahre Max Havelaar                                          | 17. Mai 2010       | 05 Euro  | Silber       | –         | 015.000 |
| 150 Jahre Max Havelaar                                          | 17. Mai 2010       | 10 Euro  | Gold         | –         | 005.500 |
| Wasserland Niederlande                                          | 28. Oktober 2010   | 05 Euro  | Kupfer       | 0.350.000 | –       |
| Wasserland Niederlande                                          | 28. Oktober 2010   | 05 Euro  | Silber       | –         | 017.500 |
| Wasserland Niederlande                                          | 28. Oktober 2010   | 10 Euro  | Gold         | –         | 004.500 |
| Niederlande und die Malkunst                                    | Mai 2011           | 05 Euro  | Kupfer       | 0.250.000 | –       |
| Niederlande und die Malkunst                                    | Mai 2011           | 05 Euro  | Silber       | –         | 012.500 |
| Niederlande und die Malkunst                                    | Mai 2011           | 10 Euro  | Gold         | –         | 003.500 |
| 100 Jahre Münzgebäude Utrecht                                   | 22. Juni 2011      | 05 Euro  | Kupfer       | 0.071.618 | –       |
| 100 Jahre Münzgebäude Utrecht                                   | 22. Juni 2011      | 05 Euro  | Silber       | –         | 012.500 |
| 100 Jahre Münzgebäude Utrecht                                   | 22. Juni 2011      | 10 Euro  | Gold         | –         | 003.500 |
| 50 Jahre Welt-Natur-Fonds                                       | 12. September 2011 | 05 Euro  | Kupfer       | 0.250.000 | –       |
| 50 Jahre Welt-Natur-Fonds                                       | 12. September 2011 | 05 Euro  | Silber       | –         | 017.500 |
| 50 Jahre Welt-Natur-Fonds                                       | 12. September 2011 | 10 Euro  | Gold         | –         | 004.000 |
| Die Bildhauerkunst                                              | 23. August 2012    | 05 Euro  | Kupfer       | 0.230.000 | –       |
| Die Bildhauerkunst                                              | 23. August 2012    | 05 Euro  | Silber       | –         | 012.500 |
| Die Bildhauerkunst                                              | 23. August 2012    | 10 Euro  | Gold         | –         | 002.000 |
| 400 Jahre Amsterdamer Kanäle                                    | 2012               | 05 Euro  | Kupfer       | 0.228.014 | –       |
| 400 Jahre Amsterdamer Kanäle                                    | 2012               | 05 Euro  | Silber       | –         | 012.500 |
| 400 Jahre Amsterdamer Kanäle                                    | 2012               | 10 Euro  | Gold         | –         | 002.500 |
| 400 Jahre niederländisch-türkische Beziehungen                  | 2012               | 05 Euro  | Kupfer       | 0.250.000 | –       |
| 400 Jahre niederländisch-türkische Beziehungen                  | 2012               | 05 Euro  | Silber       | –         | 012.500 |
| 400 Jahre niederländisch-türkische Beziehungen                  | 2012               | 10 Euro  | Gold         | –         | 002.000 |
| 300 Jahre Vertrag von Utrecht                                   | 2013               | 05 Euro  | Kupfer       | 0.220.000 | –       |
| 300 Jahre Vertrag von Utrecht                                   | 2013               | 05 Euro  | Silber       | –         | 012.500 |
| 300 Jahre Vertrag von Utrecht                                   | 2013               | 10 Euro  | Gold         | –         | 002.000 |
| 100 Jahre Friedenspalast                                        | 2013               | 05 Euro  | Kupfer       | 0.220.000 | –       |
| 100 Jahre Friedenspalast                                        | 2013               | 05 Euro  | Silber       | –         | 012.500 |
| 100 Jahre Friedenspalast                                        | 2013               | 10 Euro  | Gold         | –         | 002.000 |
| Rietveld-Schröder-Haus                                          | 2013               | 05 Euro  | Kupfer       | 0.250.000 | –       |
| Rietveld-Schröder-Haus                                          | 2013               | 05 Euro  | Silber       | –         | 012.500 |
| Rietveld-Schröder-Haus                                          | 2013               | 10 Euro  | Gold         | –         | 002.000 |
| Krönung von König Willem-Alexander                              | 2013               | 10 Euro  | Kupfernickel | 0400.000  | –       |
| Krönung von König Willem-Alexander                              | 2013               | 10 Euro  | Silber       | –         | 012.500 |
| Krönung von König Willem-Alexander                              | 2013               | 20 Euro  | Gold         | –         | 002.500 |
| Krönung von König Willem-Alexander                              | 2013               | 50 Euro  | Gold         | –         | 001.000 |
| 200 Jahre Niederländische Bank                                  | 2014               | 05 Euro  | Kupfer       | 0.220.000 | –       |
| 200 Jahre Niederländische Bank                                  | 2014               | 05 Euro  | Silber       | –         | 012.500 |
| 200 Jahre Niederländische Bank                                  | 2014               | 10 Euro  | Gold         | –         | 001.500 |
| UNESCO Weltkulturerbe – Windmühlen von Kinderdijk               | 2014               | 05 Euro  | Kupfer       | 0.250.000 | 015.000 |
| UNESCO Weltkulturerbe – Windmühlen von Kinderdijk               | 2014               | 05 Euro  | Silber       | –         | 012.500 |
| UNESCO Weltkulturerbe – Windmühlen von Kinderdijk               | 2014               | 10 Euro  | Gold         | –         | 001.500 |
| UNESCO Weltkulturerbe – Van-Nelle-Fabrik                        | 2015               | 05 Euro  | Kupfer       | 0.211.000 | –       |
| UNESCO Weltkulturerbe – Van-Nelle-Fabrik                        | 2015               | 05 Euro  | Silber       | –         | 012.500 |
| UNESCO Weltkulturerbe – Van-Nelle-Fabrik                        | 2015               | 10 Euro  | Gold         | –         | 001.500 |
| 200 Jahre Schlacht bei Waterloo                                 | 2015               | 05 Euro  | Kupfer       | 0.220.000 | –       |
| 200 Jahre Schlacht bei Waterloo                                 | 2015               | 05 Euro  | Silber       | –         | 012.500 |
| 200 Jahre Schlacht bei Waterloo                                 | 2015               | 10 Euro  | Gold         | –         | 001.500 |
| Wattenmeer                                                      | 2016               | 05 Euro  | Kupfer       | 0.211.000 | –       |
| Wattenmeer                                                      | 2016               | 05 Euro  | Silber       | –         | 010.000 |
| Wattenmeer                                                      | 2016               | 10 Euro  | Gold         | –         | 001.250 |
| 500. Todestag von Hieronymus Bosch                              | 2016               | 05 Euro  | Kupfer       | 0.158.000 | 012.500 |
| 500. Todestag von Hieronymus Bosch                              | 2016               | 05 Euro  | Silber       | –         | 010.000 |
| 500. Todestag von Hieronymus Bosch                              | 2016               | 10 Euro  | Gold         | –         | 001.250 |
| 50. Geburtstag von König Willem-Alexander                       | 2017               | 10 Euro  | Kupfernickel | 0140.000  | –       |
| 50. Geburtstag von König Willem-Alexander                       | 2017               | 10 Euro  | Silber       | –         | 010.000 |
| 50. Geburtstag von König Willem-Alexander                       | 2017               | 20 Euro  | Gold         | –         | 001.000 |
| 50. Geburtstag von König Willem-Alexander                       | 2017               | 50 Euro  | Gold         | –         | 006.500 |
| 150 Jahre Schweizerisches Rotes Kreuz                           | 2017               | 05 Euro  | Kupfer       | 0.124.000 | –       |
| 150 Jahre Schweizerisches Rotes Kreuz                           | 2017               | 05 Euro  | Silber       | –         | 006.500 |
| 150 Jahre Schweizerisches Rotes Kreuz                           | 2017               | 10 Euro  | Gold         | –         | 001.000 |
| 70. Geburtstag von Johan Cruyff                                 | 2017               | 05 Euro  | Kupfer       | 0050.000  | –       |
| 70. Geburtstag von Johan Cruyff                                 | 2017               | 05 Euro  | Silber       | –         | 030.000 |
| 70. Geburtstag von Johan Cruyff                                 | 2017               | 10 Euro  | Gold         | –         | 001.000 |
| Amsterdamer Verteidigungslinie                                  | 2017               | 05 Euro  | Kupfer       | 0046.500  | –       |
| Amsterdamer Verteidigungslinie                                  | 2017               | 05 Euro  | Silber       | –         | 005.500 |
| Amsterdamer Verteidigungslinie                                  | 2017               | 10 Euro  | Gold         | –         | 001.000 |
| 100. Geburtstag von Fanny Blankers-Koen                         | 2018               | 05 Euro  | Kupfer       | 0075.500  | –       |
| 100. Geburtstag von Fanny Blankers-Koen                         | 2018               | 05 Euro  | Silber       | –         | 007.000 |
| 100. Geburtstag von Fanny Blankers-Koen                         | 2018               | 10 Euro  | Gold         | –         | 001.000 |
| Leeuwarden – Kulturhauptstadt Europas                           | 2018               | 05 Euro  | Kupfer       | 0065.000  | –       |
| Leeuwarden – Kulturhauptstadt Europas                           | 2018               | 05 Euro  | Silber       | –         | 005.000 |
| Leeuwarden – Kulturhauptstadt Europas                           | 2018               | 10 Euro  | Gold         | –         | 001.000 |
| Schokland                                                       | 2018               | 05 Euro  | Kupfer       | 0062.500  | –       |
| Schokland                                                       | 2018               | 05 Euro  | Silber       | –         | 004.000 |
| Schokland                                                       | 2018               | 10 Euro  | Gold         | –         | 001.000 |
| 100 Jahre Universität Wageningen und Forschung                  | 2018               | 05 Euro  | Kupfer       | 0072.500  | –       |
| 100 Jahre Universität Wageningen und Forschung                  | 2018               | 05 Euro  | Silber       | –         | 004.000 |
| 100 Jahre Universität Wageningen und Forschung                  | 2018               | 10 Euro  | Gold         | –         | 001.000 |
| 100 Jahre Luftfahrt in den Niederlanden                         | 2019               | 05 Euro  | Kupfer       | 0075.000  | –       |
| 100 Jahre Luftfahrt in den Niederlanden                         | 2019               | 05 Euro  | Silber       | –         | 004.500 |
| 100 Jahre Luftfahrt in den Niederlanden                         | 2019               | 10 Euro  | Gold         | –         | 001.000 |
| Polder Beemster                                                 | 2019               | 05 Euro  | Kupfer       | 0062.500  | –       |
| Polder Beemster                                                 | 2019               | 05 Euro  | Silber       | –         | 004.000 |
| Polder Beemster                                                 | 2019               | 10 Euro  | Gold         | –         | 000800  |
| 75 Jahre Operation Market Garden                                | 2019               | 05 Euro  | Kupfer       | 0075.000  | –       |
| 75 Jahre Operation Market Garden                                | 2019               | 05 Euro  | Silber       | –         | 004.500 |
| 75 Jahre Operation Market Garden                                | 2019               | 10 Euro  | Gold         | –         | 001.000 |
| Sport-Ikonen – Jaap Eden                                        | 2019               | 05 Euro  | Kupfer       | 0075.000  | –       |
| Sport-Ikonen – Jaap Eden                                        | 2019               | 05 Euro  | Silber       | –         | 004.500 |
| Sport-Ikonen – Jaap Eden                                        | 2019               | 10 Euro  | Gold         | –         | 001.000 |
| Ende Zweiter Weltkrieg – 75. Jahrestag der Befreiung            | 2020               | 05 Euro  | Kupfer       | 0060.000  | –       |
| Ende Zweiter Weltkrieg – 75. Jahrestag der Befreiung            | 2020               | 05 Euro  | Silber       | –         | 006.500 |
| Ende Zweiter Weltkrieg – 75. Jahrestag der Befreiung            | 2020               | 10 Euro  | Gold         | –         | 001.000 |
| 100 Jahre Woudagemaal                                           | 2020               | 05 Euro  | Kupfer       | 0075.000  | –       |
| 100 Jahre Woudagemaal                                           | 2020               | 05 Euro  | Silber       | –         | 015.000 |
| 100 Jahre Woudagemaal                                           | 2020               | 10 Euro  | Gold         | –         | 001.000 |
| Sport-Ikonen – Anton Geesink                                    | 2021               | 05 Euro  | Kupfer       | 0062.500  | –       |
| Sport-Ikonen – Anton Geesink                                    | 2021               | 05 Euro  | Silber       | –         | 004.600 |
| Sport-Ikonen – Anton Geesink                                    | 2021               | 10 Euro  | Gold         | –         | 001.000 |
| 40 Jahre Jugendnachrichten NOS Jeugdjournaal                    | 2021               | 05 Euro  | Kupfer       | 0062.500  | –       |
| 40 Jahre Jugendnachrichten NOS Jeugdjournaal                    | 2021               | 05 Euro  | Silber       | –         | 004.000 |
| 40 Jahre Jugendnachrichten NOS Jeugdjournaal                    | 2021               | 10 Euro  | Gold         | –         | 001.000 |
| 30 Jahre Vertrag von Maastricht                                 | 27. April 2022     | 05 Euro  | Kupfer       | 0062.500  | –       |
| 30 Jahre Vertrag von Maastricht                                 | 27. April 2022     | 05 Euro  | Silber       | –         | 004.000 |
| 30 Jahre Vertrag von Maastricht                                 | 27. April 2022     | 10 Euro  | Gold         | –         | 000.800 |
| 150. Geburtstag von Piet Mondrian                               | Oktober 2022       | 05 Euro  | Kupfer       | 0062.500  | –       |
| 150. Geburtstag von Piet Mondrian                               | Oktober 2022       | 05 Euro  | Silber       | –         | 004.000 |
| 150. Geburtstag von Piet Mondrian                               | Oktober 2022       | 10 Euro  | Gold         | –         | 000.800 |
| UNESCO Weltkulturerbe – Willemstad (Königin-Emma-Brücke)        | 2. Februar 2023    | 05 Euro  | Kupfer       | 0062.500  | –       |
| UNESCO Weltkulturerbe – Willemstad (Königin-Emma-Brücke)        | 2. Februar 2023    | 05 Euro  | Silber       | –         | 004.000 |
| UNESCO Weltkulturerbe – Willemstad (Königin-Emma-Brücke)        | 2. Februar 2023    | 10 Euro  | Gold         | –         | 000.800 |
| 50 Jahre Anerkennung des COC                                    | 31. August 2023    | 05 Euro  | Kupfer       | 0012.550  | –       |
| 50 Jahre Anerkennung des COC                                    | 31. August 2023    | 05 Euro  | Silber       | –         | 003.500 |
| 50 Jahre Anerkennung des COC                                    | 31. August 2023    | 10 Euro  | Gold         | –         | 000.750 |
| 200 Jahre Königliche Seenotrettungsorganisation der Niederlande | 25. April 2024     | 05 Euro  | Kupfer       | 0020.000  | –       |
| 200 Jahre Königliche Seenotrettungsorganisation der Niederlande | 25. April 2024     | 05 Euro  | Silber       | –         | 003.500 |
| 200 Jahre Königliche Seenotrettungsorganisation der Niederlande | 25. April 2024     | 10 Euro  | Gold         | –         | 000.750 |
| 750 Jahre Amsterdam                                             | 28. Oktober 2024   | 05 Euro  | Kupfer       | 0100.000  | –       |
| 750 Jahre Amsterdam                                             | 28. Oktober 2024   | 05 Euro  | Silber       | –         | 003.500 |
| 750 Jahre Amsterdam                                             | 28. Oktober 2024   | 10 Euro  | Gold         | –         | 000.750 |
| 100 Jahre TT Assen                                              | 28. Juni 2025      | 05 Euro  | Kupfer       | 0010.050  | –       |
| 100 Jahre TT Assen                                              | 28. Juni 2025      | 05 Euro  | Silber       | –         | 002.500 |
| 100 Jahre TT Assen                                              | 28. Juni 2025      | 10 Euro  | Gold         | –         | 000.750 |